# Zolitūde
Zolitūde er en af Rigas 47 bydele (lettisk: apkaime, sing.) beliggende i Pārdaugava. Zolitūde har 20.036 indbyggere og dets areal udgør 288,80 hektar, hvilket giver en befolkningstæthed på 70 indbyggere per hektar.

## Eksterne kildehenvisninger
- Apkaimes – Rigas bydelsprojekt